# Shaolin soccer
Shaolin Soccer – hongkoński film komediowy w reżyserii Stephena Chowa z 2001 roku.

## Fabuła
Sing, młody mistrz klasztoru Szaolin, z zapałem próbuje przekonać ludzi do uczenia się kung-fu. Bez skutku stosuje do tego przeróżne sposoby od śpiewania po taniec. Sytuacja się zmienia, kiedy pewnego dnia trafia na kuśtykającego mężczyznę – Funga, który niegdyś był gwiazdą futbolu, ale po poważnej kontuzji musiał usunąć się w cień. Fung, widząc jakimi zdolnościami odznacza się napotkany mnich, postanawia wraz z nim stworzyć drużynę piłkarską i wystartować w turnieju organizowanym przez wielką korporację. Ambitne plany okazują się trudniejsze do wykonania niż się wydawało. Początkowo brakuje zawodników, lecz Sing prosi o pomoc swoich byłych „braci" z klasztoru. Problemem staje się ich wyszkolenie. Już od lat żaden z nich nie trenował kung-fu, a do tego nie mieli nic wspólnego z piłką nożną.

## Role
- Stephen Chow jako Sing
- Zhao Wei jako Mui
- Man Tat Ng jako Fung
- Yin Tse jako Hung
- Yut Fei Wong jako Iron Head
- Sarondar Li
- Cecilia Cheung jako piłkarz
- Karen Mok jako piłkarz
- Kar-Ying Law
- Ron Yuan jako sędzia (głos)
- Brian Tochi jako wojownik Szaolin
- Kai Man Tin jako Iron Shirt
- Chi Wan Sik
- Hui Li jako dziewczyna na ulicy
- Chi-Sing Lam jako Hooking Leg